# Characteristical Views of the Past and of the Present State, of the People of Spain and Italy
Characteristical Views of the Past and of the Present State, of the People of Spain and Italy fue un libro del publicista e historiador inglés John Andrews.

## Descripción
Publicado en la primavera de 1808, el libro habría sido una especie de reciclaje y reedición de capítulos de una obra anterior publicada décadas atrás del mismo autor, en el contexto de tanto España como Italia estando bajo el dominio napoleónico y viendo como un desenlace deseable para el Reino Unido una revuelta en estos países contra la presencia francesa. La obra bebe de todos los prejuicios y estereotipos de la denominada leyenda negra española, si bien adjudicaba una anglofilia latente a la sociedad española para dibujar la relación con los franceses como algo forzada y antinatural, país este, Francia, al que también aprovechaba para criticar a lo largo de toda la obra. En palabras de Antonio Calvo Maturana, la obra pasó «sin pena ni gloria por el mercado editorial», recibiendo una contundente crítica en Annual Review and History of Literature.

Hence avarice and cruelty began to characterise the nation: that generosity of sentiments and actions for which it had been so renowned, gave way to a ferociousness of soul that impelled them to the commission of barbarities, of which no parallel is found in the annals of modern ages, if in those of mankind.
Andrews, 1808, p. 12